# Wspólny pokój (powieść)
Wspólny pokój – środowiskowa powieść obyczajowa Zbigniewa Uniłowskiego z 1932 roku.
Debiut powieściowy pisarza. Zaliczany też do gatunku tzw. powieści z kluczem, w której pod zmienionymi nazwiskami przedstawiono prawdziwe osoby. Akcja utworu, zawierającego wątki autobiograficzne, toczy się w środowisku warszawskiej cyganerii artystycznej przełomu lat 20/30. XX wieku i dotyczy głównie postaci związanych z „Kwadrygą”. Ze względu na naturalistyczne opisy ubogiego życia studentów, swobodę słownictwa oraz stosunkowo śmiałe ujęcia erotyczne powieść wywołała skandal swym weryzmem i silnym krytycyzmem osobistym, a pierwsze wydanie zostało skonfiskowane przez cenzurę jako nie nadające się do rozpowszechniania publicznego.
W 1959 na podstawie utworu nakręcono film Wspólny pokój w reżyserii W.J. Hasa. Jego fabułę częściowo wykorzystano też w kilkuodcinkowym serialu Życie Kamila Kuranta w reż. Grzegorza Warchoła (1982). Ponadto w 1964 powieść Uniłowskiego zaprezentowano jako spektakl Teatru Telewizji w reżyserii Jerzego Antczaka (reż. tv Joanny Wiśniewskiej), z M. Pawlickim, R. Hanin i St. Zaczykiem w rolach głównych.     

## Treść
Wiosną, po półrocznym zdrowotnym pobycie w Zakopanem, do Warszawy powraca początkujący literat Lucjan Salis. Nie mając się gdzie podziać, decyduje się na zamieszkanie u przyjaciela – Zygmunta Stukonisa, gdzie wspólny pokój przymusowo dzieli z kilkoma lokatorami. Dzięki Zygmuntowi wchodzi też w „kawiarniane” środowisko artystyczne stolicy, bezwolnie przyjmując jego próżniaczo-luzacki styl życia wraz ze zwyczajowym pijaństwem. Przy braku realnych obowiązków, bezsensowna swoboda i rosnące zobojętnienie nie sprzyjają ambitnym zamiarom twórczym Lucjana, któremu w dodatku odnawia się słabo zaleczone schorzenie płucne. Nie ułatwiają mu tego i warunki mieszkaniowe pokoju, w którym wciąż przybywa przygodnych współlokatorów. Ich barwne postacie i nietypowe zachowania stają się przedmiotem wnikliwych obserwacji Lucjana, który jednak nie potrafi tego przetworzyć na fabularną warstwę zamierzonej powieści. W uciążliwym, bezładnym i deprymującym otoczeniu stopniowo słabnie jego wola i zdrowie, niszczone szybko postępującą gruźlicą; wskutek różnych dramatycznych zdarzeń ubywa także kolejnych sublokatorów. Resztki gorączkowych rojeń niedoszłego pisarza kończy jego przedwczesny zgon w smętnym wnętrzu wspólnego pokoju.

## Cechy powieści
Mimo licznych akcentów humorystycznych i skłonności do ujęć karykaturalnych, powieść Uniłowskiego ogólnie nacechowana jest atmosferą pesymizmu i przytłaczającego nihilizmu. Narasta jeszcze ona, gdy od połowy książki miejscem akcji staje się tytułowy „wspólny pokój”. W sensie ideowym utwór sygnalizuje rozczarowanie ówczesnego pokolenia młodych powojenną rzeczywistością – z ideową pustką i pozbawioną obiecywanych nadziei. Niewybredny język, jak i notoryczne pijaństwo powieściowych bohaterów, stanowi w istocie próbę ucieczki od tej rzeczywistości. Ze strony autora sprzeciwem wobec niej jest programowy naturalizm, znajdujący m.in. wyraz w drastycznym przedstawianiu zdarzeń z ich brutalizacją, w prowokującym erotyzmie, a także w słownictwie dialogów z licznymi wulgaryzmami; widoczny jest też w upodobaniu do licznych porównań animalistycznych (jak chora wrona, jak wstrętne duże robaki, jak dwie myszy, jak czerwony krab, kopytkowaty nos itp.). 
Książka stanowiła dla Uniłowskiego również pretekst do rozliczenia z niechętnymi mu literatami (m.in. skamandrytami) oraz z prozą krajowych ekspresjonistów. Ukazując stołeczne środowisko literackie, pisarz ograniczył je wprawdzie do własnego kręgu „Kwadrygi”, lecz w tym wycinku podjął próbę krytyki i rozrachunku z dotychczasową tradycją literacką (m.in. poprzez szczególnie ostre ataki na twórczość J. Kadena-Bandrowskiego), ale też w odniesieniu do twórców z „Kwadrygi”). Pod względem artystycznym powieść jest nie tylko istotnym wkładem w rozwój polskiej prozy autobiograficznej, ale też w kontynuację nurtu realistycznego z lat trzydziestych ubiegłego wieku. Zbyt śmiała erotyka oraz zjadliwość uwag o ówczesnej Polsce (społeczeństwie, literaturze, polityce władz) przesądziły wtedy o uznaniu powieści za lewicowy pamflet. 